# Gérald Hardy-Dessources
Pour les personnes ayant le même patronyme, voir Hardy.
Gérald Hardy-Dessources est un joueur français de volley-ball né le 9 février 1983 à Fort-de-France (Martinique). Il mesure 1,97 m et joue central. Il totalise 137 sélections en équipe de France.

## Biographie
Il se reconvertit comme kinésithérapeute à Rennes (Bretagne) depuis sa retraite sportive.

## Clubs
| Club              | De        | À         |
| ----------------- | --------- | --------- |
| Tours Volley-Ball | 2003-2004 | 2006-2007 |
| AS Cannes         | 2007-2008 | 2010-2011 |
| Top Volley Latina | 2011-2012 | 2011-2012 |
| Tours Volley-Ball | 2012-2013 | …         |

## Palmarès
- Ligue des champions (1)
  - Vainqueur : 2005
  - Finaliste : 2007
- Championnat de France (3)
  - Vainqueur : 2004, 2013, 2014
  - Finaliste : 2006, 2010
- Coupe de France (4)
  - Vainqueur : 2005, 2006, 2013, 2014
- Supercoupe de France (2)
  - Vainqueur : 2005, 2012
  - Perdant : 2004, 2006